# 松富久亭松竹
松富久亭/笑福亭 松竹（しょうふくてい しょちく）は、上方落語の名跡。笑福亭一門の祖である。4代目の死後は、空き名跡となっている。初代のみ「松富久亭」で、2代目以降から「笑福亭」となるが、便宜上この項で一括して扱う。また、読み方違いの同字の名前「松竹」に関しても、同様に便宜上この項で一括して扱う。

五枚笹は、笑福亭一門の定紋である。

大阪では母音を省略するのが一般的で、この松竹も「しょうちく」ではなく「しょちく」と読むのが正式な読み方である。
- 初代松富久亭松竹 - （生没年・詳細不明[1]）笑福亭の祖[1]。『千両蜜柑』『松竹梅』『初天神』『猫の忠信』『立ち切れ線香』などの作者と伝えられる[2]。初代桂文枝門下から、分家していった[要出典]。『古今東西落語家事典』は、「文政以前の咄家とみられるが、当時の資料は極めて少ないこともあって、彼の実在を確認することすらできていない」とする[1]。
- 2代目笑福亭松竹 - 後：二世曽呂利新左衛門[3]
- 3代目笑福亭松竹 - 後：4代目笑福亭松鶴→笑福亭松翁[4]
- 3代目笑福亭松竹 - 本項にて記述
- 笑福亭松竹（1951年7月11日 - [5]） - 大阪府立三国丘高等学校卒業後の[要出典]1974年3月[要出典]、6代目笑福亭松鶴に入門、「松竹」を名乗る[5]。なお、「まったけ」と読むため、代数に数えることはない。梅田のトップホットシアター寄席にて初舞台。しかし、1978年3月には廃業した。[要出典]『古今東西落語家事典』の「索引小事典」には「すぐ廃業した」とある[5]。廃業後も他の弟子と僅かながら交流があり、2011年に弟弟子の笑福亭小つるが6代目笑福亭枝鶴を襲名した際には、大師匠にあたる5代目笑福亭松鶴編集の「上方はなし」をプレゼントしに楽屋にやってきている。[要出典]本名：中埜 浩三[5]。

4代目 笑福亭 松竹（1892年 - 没年不詳・昭和中期）は、上方落語の落語家。本名：瀬尾 伝治郎（昌平の諸説あり）。享年不詳。

## 経歴
4代目笑福亭松鶴の門下で、「初代笑福亭鶴光」を名乗る。後に所属の吉本興業を離れ、地道に活動を続ける。1930年に「4代目笑福亭松竹」を襲名。その後はラジオに時々出演するのみで、活動実態はほとんどなかった模様である。
5代目笑福亭松鶴主催の「楽語荘」が始まると、真っ先に参加した。戦時中は木炭商を営む一方、慰問団の結成や、陸軍病院の巡回などの活動により、表彰されている。
戦後も、1950年頃までは特別な会に時々出ては、珍しいネタ『十日戎』『大和橋』などをやっていたという。特に『宿屋仇』を得意としていた。
『古今東西落語家事典』の「索引小事典」には、生没年・本名とも未詳で「（4代目）松鶴門下で松竹を名乗った。楽語荘同人。」としか記されていない。